# Герб Кам'янка-Бузького району
Герб Ка́м'янка-Бу́зького райо́ну — офіційний символ Кам'янка-Бузького району, затверджений 6 грудня 2007 року рішенням сесії Кам'янка-Бузької районної ради. Автор — А. Б. Гречило.

## Опис
Щит поділений синім перев'язом зліва з трьома червоними каменями в золотих оправах. На першому золотому полі синя восьмипроменева зірка; на нижньому зеленому золота і срібна театральні маски. Щит увінчано золотою територіальною короною. Щитотримачі — золоті озброєні леви. Під щитом розміщено синю стрічку з золотим написом «Кам'янка-Бузький район».